# Rhys ap Thomas
Rhys ap Thomas est un soldat et propriétaire terrien gallois né en 1449 et mort en 1525. Fidèle partisan d'Henri Tudor durant la guerre des Deux-Roses, il aurait porté le coup de grâce à son adversaire Richard III lors de la bataille de Bosworth, en 1485. Après l'avènement d'Henri, Rhys ap Thomas est récompensé de sa fidélité par divers offices au pays de Galles. Il est fait chevalier de la Jarretière en 1505.